# Волгово (Волосовский район)
Во́лгово (фин. Volkova) — деревня в Клопицком сельском поселении Волосовского района Ленинградской области.

## История
Упоминается как деревня Volguieuo by в Заможском погосте в шведских «Писцовых книгах Ижорской земли» 1618—1623 годов.
Обозначена на карте Ингерманландии А. И. Бергенгейма, составленной по материалам 1676 года, как деревня Wolga.
На шведской «Генеральной карте провинции Ингерманландии» 1704 года — как деревня Wolgova by.
Деревня Волгова а Волкова тож была приобретена 4 июня 1764 года коллежским асессором Александром Фёдоровичем Голубцовым для его жены Анны Ивановны у премьер-майора Степана Фёдоровича Селиверстова, его дочери Елизаветы и сына отставного лейб-гвардии подпоручика Александра за 5000 рублей. Деревня приписана к мызе Греблевой Копорского уезда.
На карте Санкт-Петербургской губернии Я. Ф. Шмидта 1770 года упоминается мыза Волговская при деревне Волгова.
В 1809 году владельцем деревни Волгово — членом Государственного Совета, министром финансов Российской империи Фёдором Александровичем Голубцовым, было начато строительство каменного православного храма во имя святой великомученицы Ирины. Строительство церкви было закончено в 1812 году, тогда же рядом с церковью была возведена часовня.
Согласно 6-й ревизии 1811 года мыза Волгово принадлежала жене действительного статского советника А. И. Голубцовой.
Деревня Волгово, насчитывающая 50 крестьянских дворов, и смежная с ней мыза Волгова (Голубцова) обозначены на карте Санкт-Петербургской губернии Ф. Ф. Шуберта 1834 года.

ВОЛГОВА — мыза и деревня принадлежат полковнику Голубцову, число жителей по ревизии: 121 м. п., 124 ж. п. (1838 год)

На карте Ф. Ф. Шуберта 1844 года обозначено село Волгово из 50 дворов.
В пояснительном тексте к этнографической карте Санкт-Петербургской губернии П. И. Кёппена 1849 года она записана как деревня Wolgowa (Волгова) и указано количество её жителей на 1848 год: савакотов — 58 м. п., 60 ж. п., всего 118 человек, русских — 130 человек «и русская церковь».
Согласно 9-й ревизии 1850 года село Волгово принадлежало помещице Екатерине Дмитриевне Голубцовой.

ВОЛГОВО — деревня господ наследников Голубцовых, по просёлочной дороге, число дворов — 36, число душ — 108 м. п. (1856 год)

Согласно 10-й ревизии 1856 года деревня Волгово также принадлежала помещице Екатерине Дмитриевне Голубцовой.
Согласно «Топографической карте частей Санкт-Петербургской и Выборгской губерний» 1860 года село Волгово состояло из 42 крестьянских дворов, на его южной окраине располагалась церковь и мыза Волгово, в селе был хлебозапасный магазин и две ветряные мельницы.

ВОЛГОВО — село и мыза владельческие при колодцах, по Самрянской дороге в 44 верстах от Петергофа, число дворов — 44, число жителей: 110 м. п., 104 ж. п.; 

Церковь православная и часовня. (1862 год)

В 1868 году временнообязанные крестьяне деревни выкупили свои земельные наделы у П. П. Голубцова и стали собственниками земли.

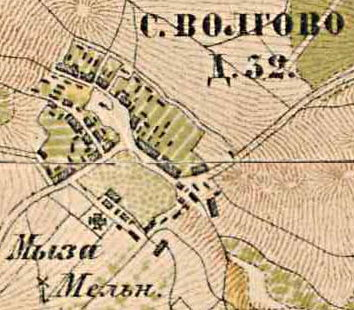
План деревни Волгово. 1885 год

Согласно карте окрестностей Санкт-Петербурга в 1885 году деревня Волгово состояла из 32 крестьянских дворов, на её южной окраине находилась мыза, церковь и ветряная мельница.
Согласно материалам по статистике народного хозяйства Петергофского уезда 1887 года мыза Волгово площадью 1079 десятин принадлежала купцу А. М. Виленкину А. М., она была приобретена в 1877 году за 25 000 рублей.
В конце XIX века деревня административно относилась к Губаницкой волости 1-го стана Петергофского уезда Санкт-Петербургской губернии, в начале XX века — 2-го стана. Население деревни было смешанным — финско-русским.
По данным «Памятной книжки Санкт-Петербургской губернии» за 1905 год мыза Волгово площадью 980 десятин принадлежала купцу Абраму Марковичу Виленкину.
В 1909 году в деревне Волгово при церкви святой великомученицы Ирины был образован единственный в России русско-финский православный приход. Богослужение велось на русском и финском языках. В состав прихода входили деревни: Волгово, Муратово, Горки, Ожогино, Котино, Медниково и Финатово. Кроме того к Волговскому русско-финскому приходу были приписаны все православные ингерманландцы жившие в Царскосельском уезде.
В 1912 году владельцами имения Волгово были: потомственный почётный гражданин Смирнов и крестьяне Кекки и Хамяляйнен.
К 1913 году количество крестьянских дворов в деревне увеличилось до 39, кроме того в деревне располагались постоялый и господский двор.
С 1917 по 1923 год деревня Волгово входила в состав Волговского сельсовета Губаницкой волости Петергофского уезда.
С 1923 года в составе Троцкого уезда.
Согласно данным переписи населения СССР 1926 года в селе Волгово Горского сельсовета проживали 203 человека, большинство русские и финны, а также эстонцы.
С февраля 1927 года в составе Венгисаровской волости.
В 1928 году население деревни Волгово составляло 374 человека.

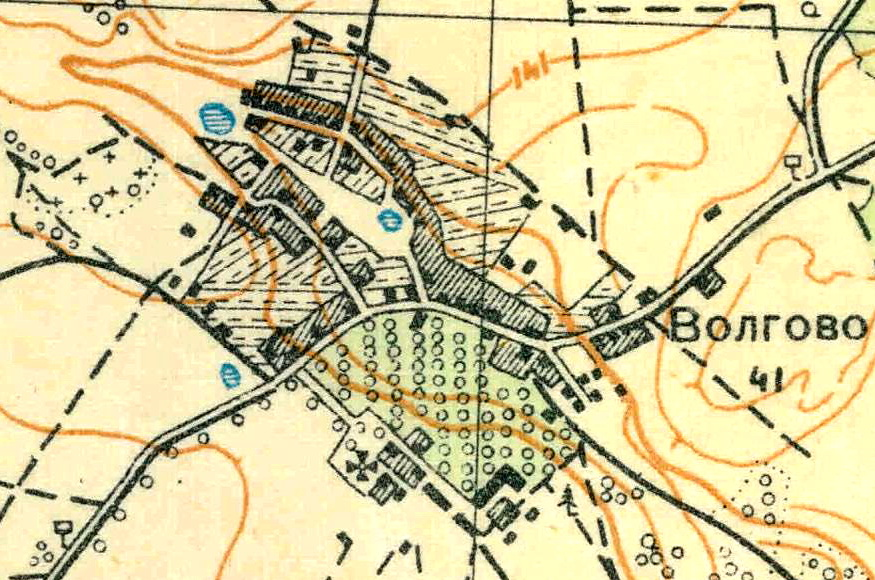
План деревни Волгово. 1931 год

Согласно топографической карте 1931 года деревня насчитывала 41 двор, на южной окраине деревни находилась церковь.
По данным 1933 года деревня Волгово, а также посёлок Волгово и деревня Новое Волгово, входили в состав Горского сельсовета Волосовского района.
В 1939 году Ириновская церковь была закрыта.
C 1 августа 1941 года по 31 января 1944 года деревня находилась в оккупации.
С 1954 года в составе Губаницкого сельсовета.
С 1963 года в составе Кингисеппского района.
С 1965 года в составе Волосовского района. В 1965 году население деревни Волгово составляло 193 человека.
По административным данным 1966, 1973 и 1990 годов деревня Волгово также входила в состав Губаницкого сельсовета.
В 1997 году в деревне Волгово проживали 138 человек, деревня относилась к Губаницкой волости, в 2002 году — 101 человек (русские — 94 %), в 2007 году — 178 человек.
В 2002 году Волговский русско-финский православный приход был восстановлен.
В мае 2019 года Губаницкое и Сельцовское сельские поселения вошли в состав Клопицкого сельского поселения.

## География
Деревня расположена в северо-восточной части района на автодороге 41К-013 (Жабино — Вересть).
Расстояние до административного центра поселения — 9 км.
Расстояние до ближайшей железнодорожной станции Волосово — 15 км.

## Демография
| 1838 | 1848 | 1862 | 1928 | 1965 | 1997 | 2002 |
| ---- | ---- | ---- | ---- | ---- | ---- | ---- |
| 245  | ↗248 | ↘214 | ↗374 | ↘193 | ↘138 | ↘101 |
| 2007 | 2010 | 2017 |      |      |      |      |
| ↗178 | ↘113 | ↗195 |      |      |      |      |

### Национальный состав
Согласно данным Всероссийской переписи населения 2021 года в деревне проживали 182 человека, из них:
 русские — 157, таджики — 7, армяне — 2, белорусы — 1, украинцы — 1, финны — 1, другие национальности — 2 человека, остальные национальность не указали.

## Фото

Деревня Волгово. 2023 год
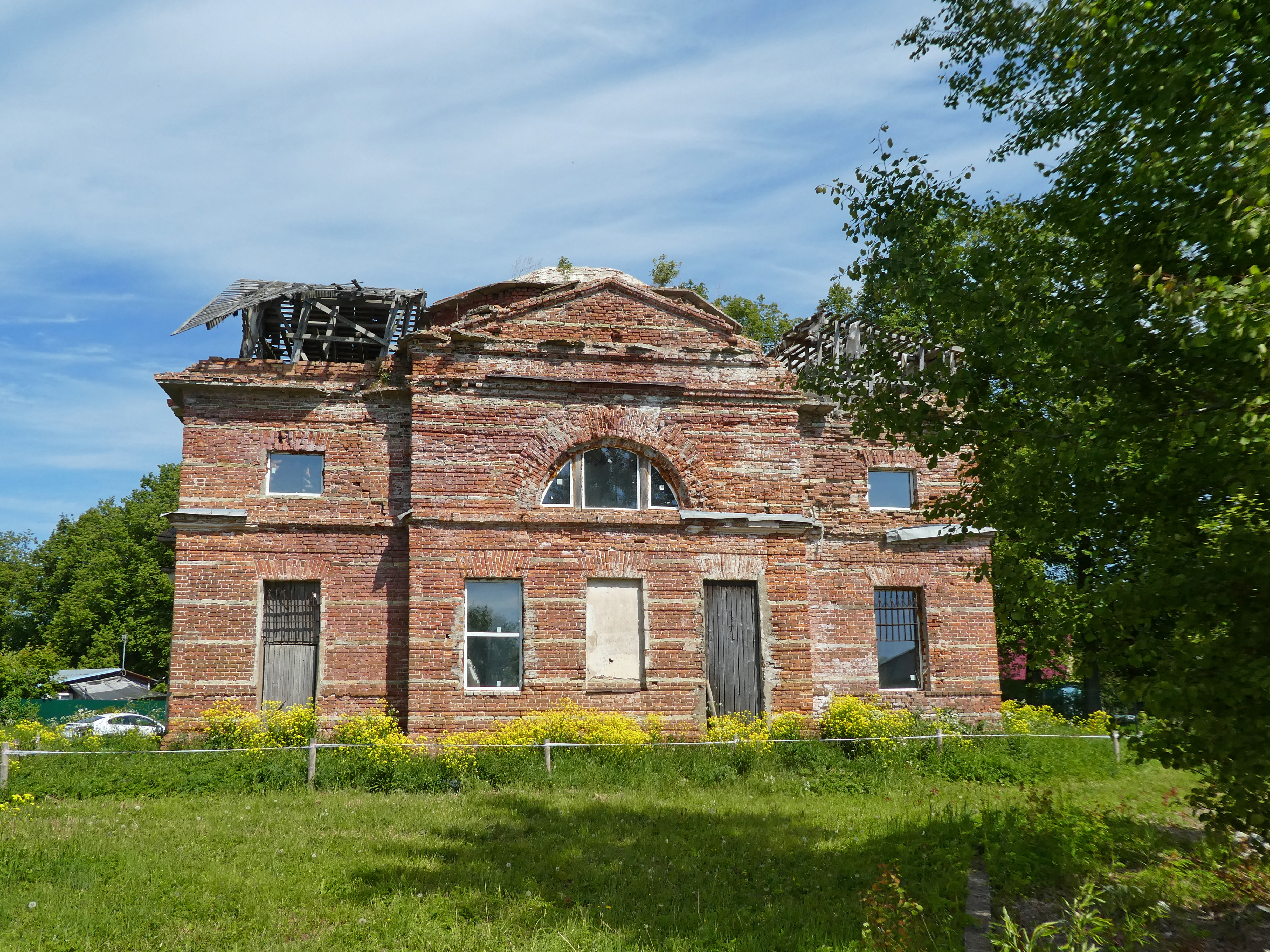
Церковь святой великомученицы Ирины
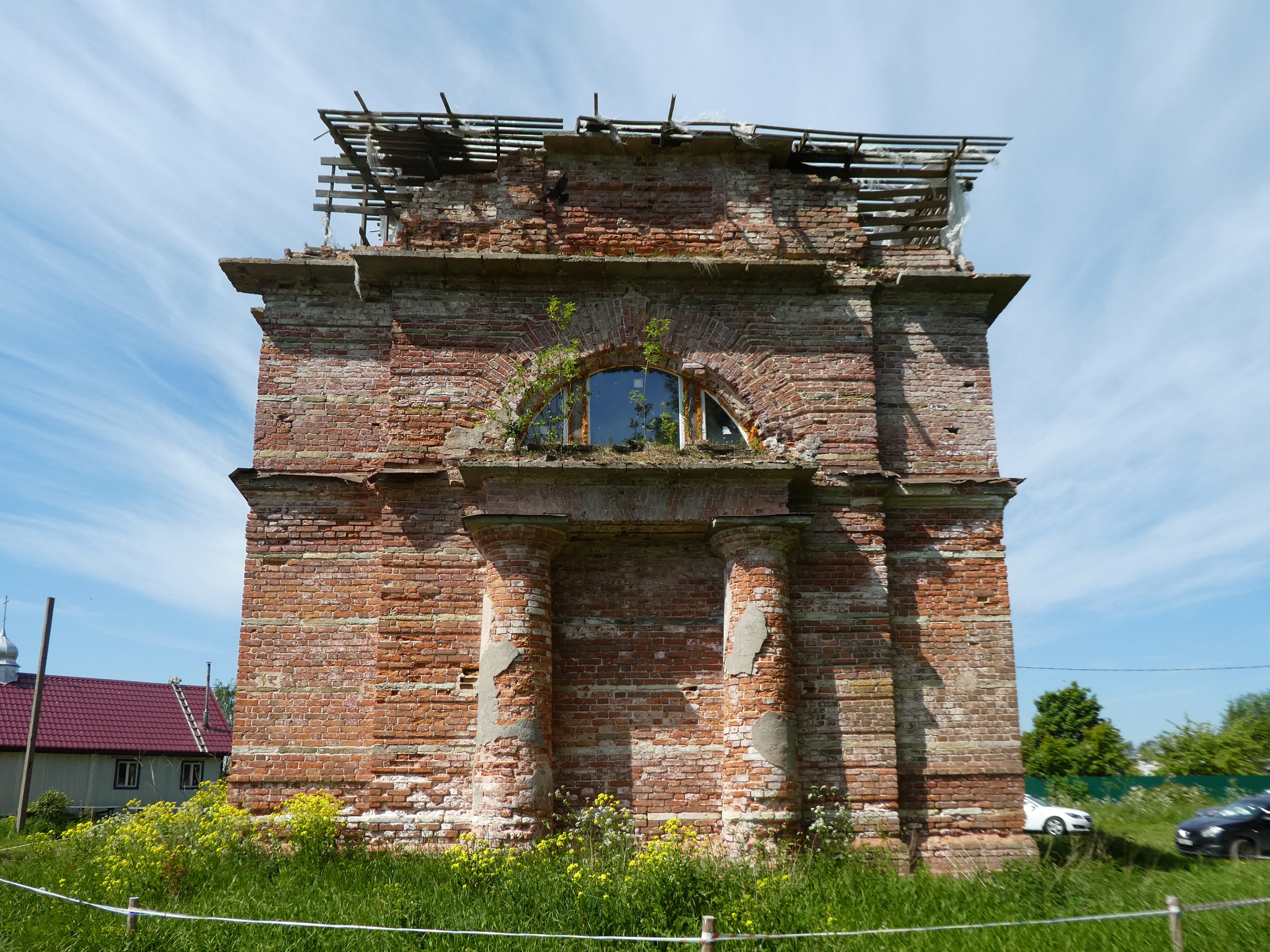
Церковь святой великомученицы Ирины
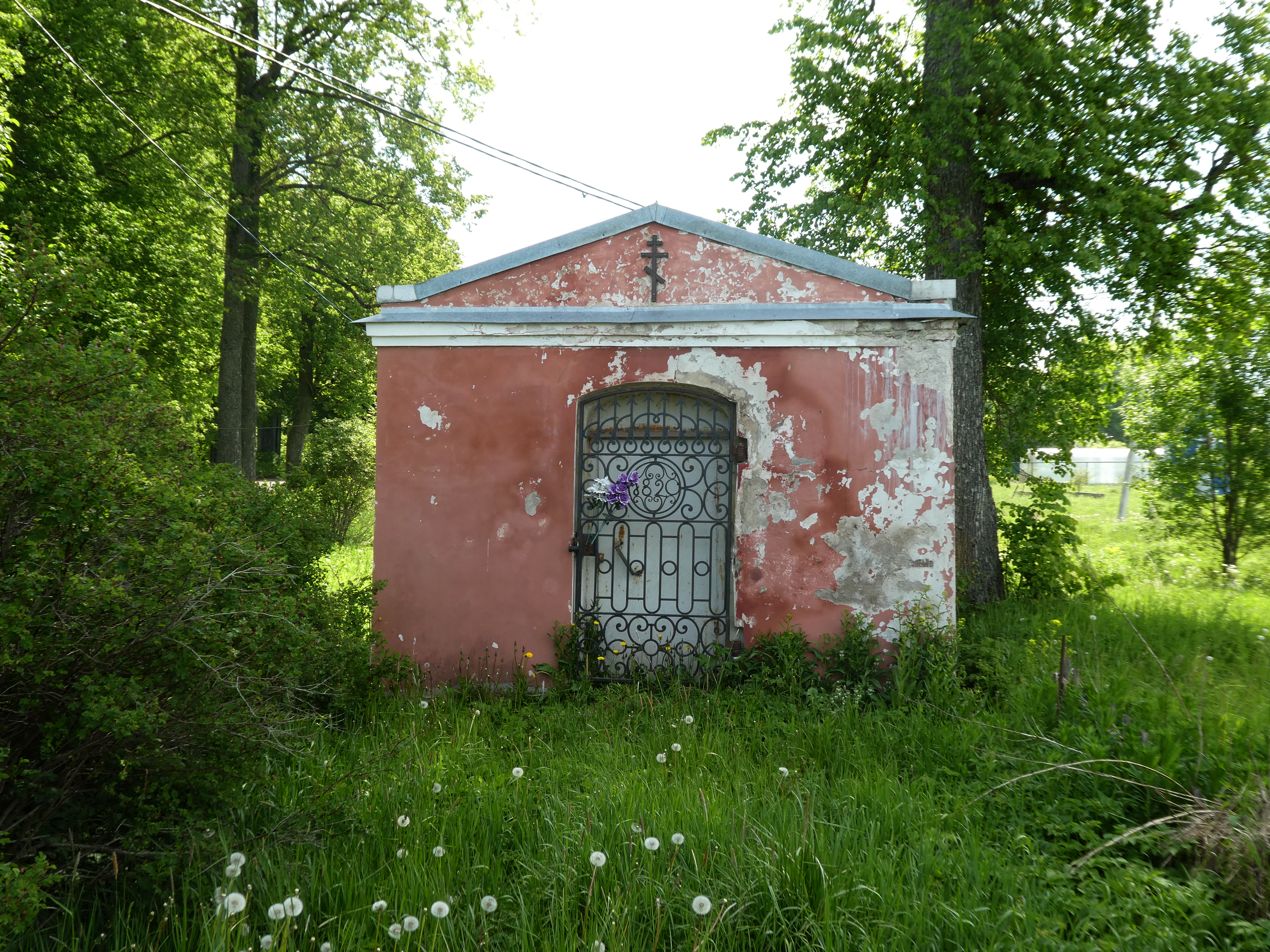
Часовня
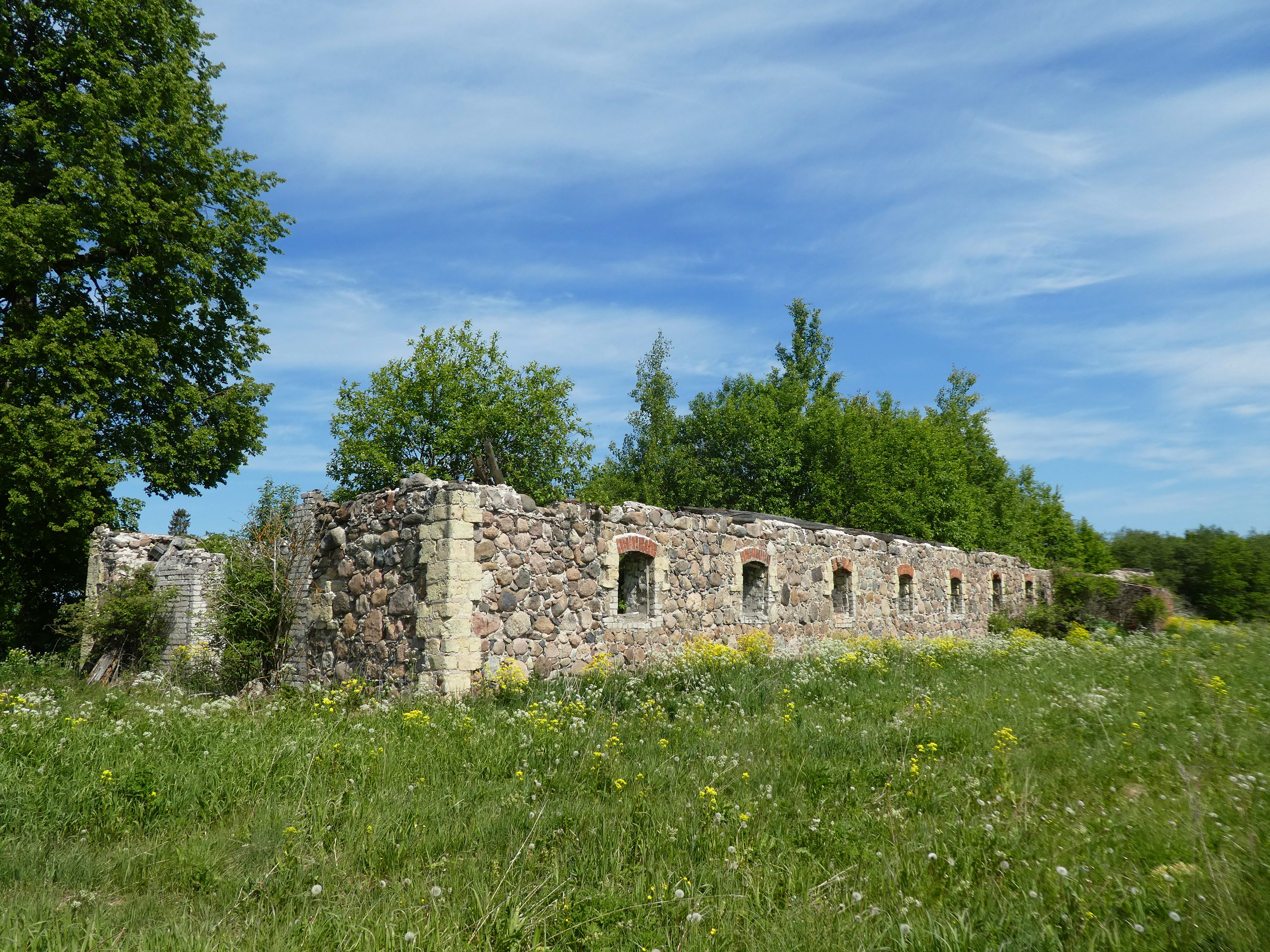
Скотный двор
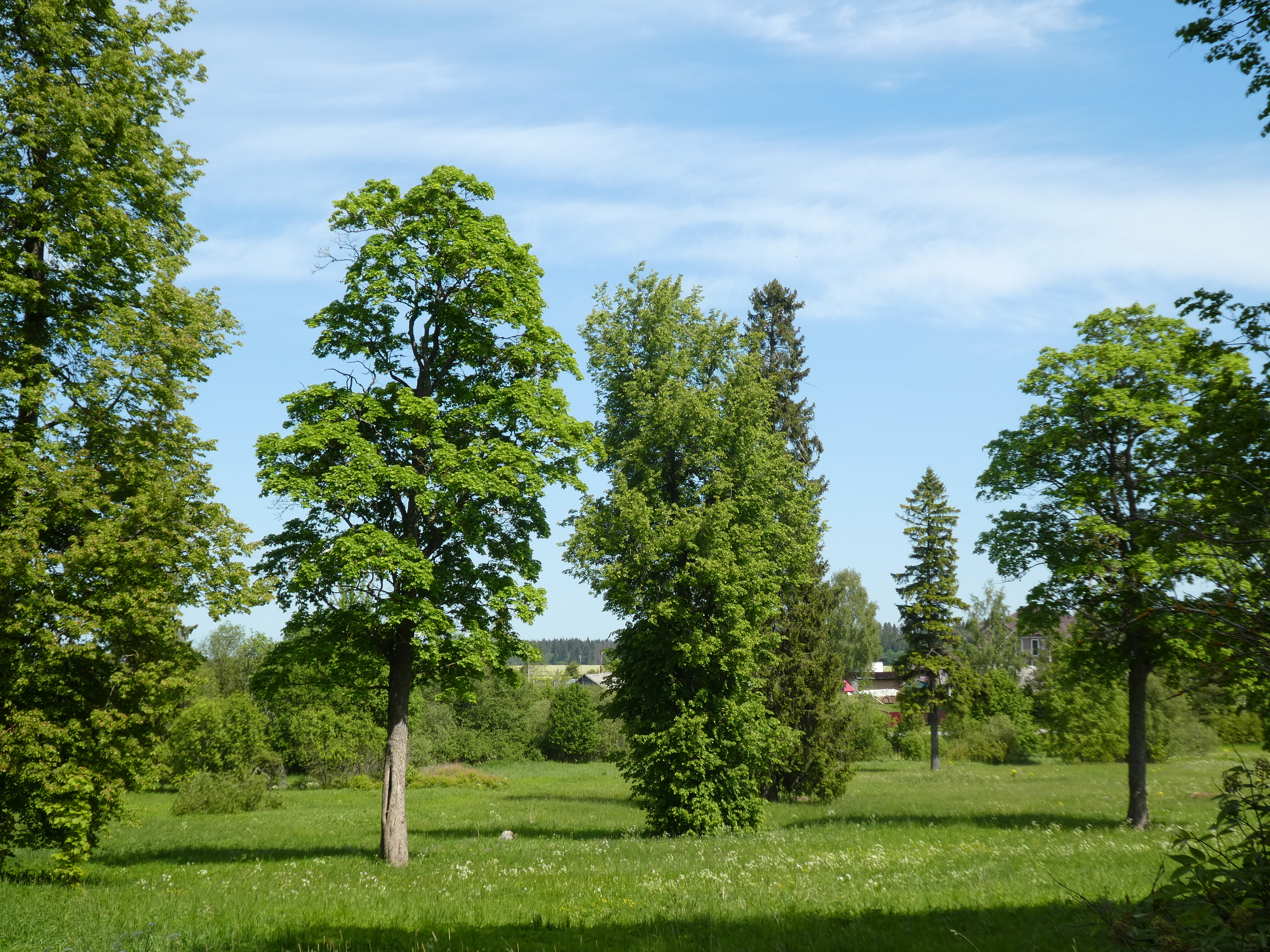
Бывший парк
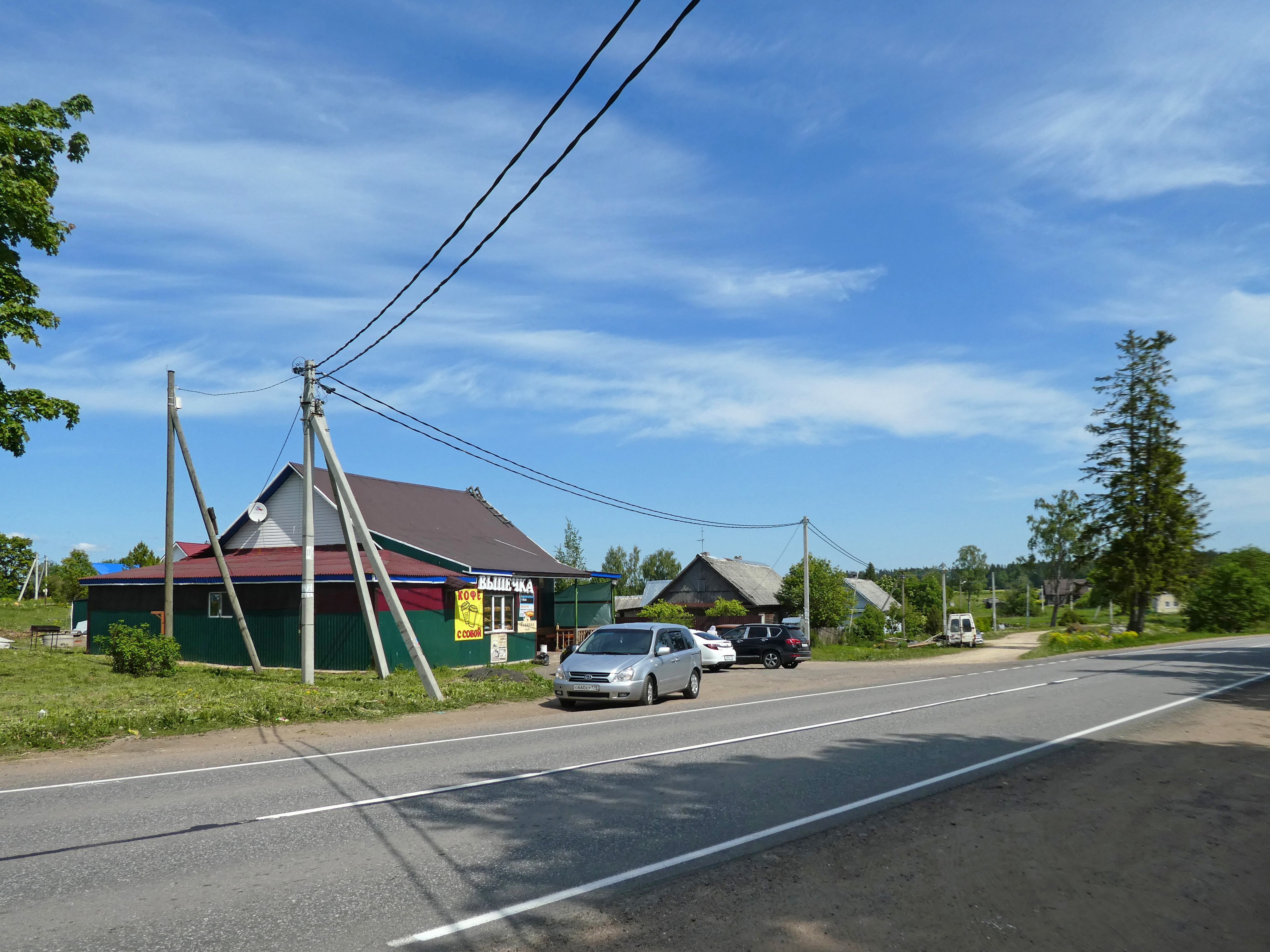
Центр деревни